# リザードマン
リザードマン（lizard man）は、架空の生物でトカゲに似た人型の生物。数多くのファンタジー作品に登場し、モンスターとしてもポピュラーな存在といえる。

## 特徴
リザードマンは、人魚（もしくは魚人）や狼男などのように古くからの伝承や文献もなく、架空の存在であって明確な由来は特にない。そのため、作品によって大まかな共通項はあるものの、細かな性質や設定の相違が見られる。
主に共通するイメージは、二足歩行するトカゲというものだが、作品によってはトカゲ以外にもワニ型やカメレオン、恐竜やドラゴンのように描かれる場合もある。前足（手）は道具を使える。そのため、剣や盾などで武装した姿がよく見られる。知性はそこそこある（独自の言語を持ったり、人間と会話できるものもいる）が、特筆するほど思慮深くもない。人間よりも腕力があり、戦闘能力も優れている。戦士として有能なため、単独でも強敵となるが、集団となったリザードマンはさらなる恐るべき存在となる。見た目とは違って邪悪な存在ではなく、生命を脅かしたり、生息地を侵したりしなければ、敵対することは少ない。ただし、攻撃的な性格のため、戦いを避けられない場合もある。水辺に棲み、魚などを獲って食料としているとする作品もあれば、逆に砂漠などの乾燥地域に棲むとする作品もある。いずれにしても爬虫類のイメージゆえ、高温の気候を好む傾向にある。
多くの作品では敵側として登場する場合が多く、味方側のキャラクターとして登場する実例はごく少数である。
また、リザードマンは左利きとして書かれることが多い。このような姿でリザードマンが描かれるようになったのは対戦型ゲームブック『ロストワールド』以降だという説もあるが、ナムコによるコンピュータゲーム『ドルアーガの塔』ですでにリザードマンは左利きとして描かれており、説の域をでない（『ドルアーガの塔』は1984年。『ロストワールド』は日本では1985年、英語版は1983年）。それより以前のものでは、TRPG『ルーンクエスト』の背景世界「グローランサ」において、人間やエルフなどの人間種族はことごとく右利きであるとされているのに対し、竜人族ドラゴニュートは左利きであるという設定が存在する。これは、人間などがすべて「定命の祖父」という共通の祖先神の末裔であるためにすべて「定命の祖父」と同じ右利きであるのに対し、ドラゴニュートはドラゴンの幼生であり「定命の祖父」の子孫ではないためであると説明されている。
『ソード・ワールドRPG』におけるリザードマンは無限に成長し、ドラゴンに転生するという伝説が語られている。『ルーンクエスト』における竜人族ドラゴニュートにもこれと同じ特徴がある。